# Obvodová rychlost
Obvodová rychlost je fyzikální veličina, která vyjadřuje změnu dráhy za jednotku času při pohybu po kružnici. Obvodová rychlost bývá obvykle chápána jako skalární veličina, neboť její směr je vždy určen směrem tečny ke kružnici v daném bodě. 

## Značení
- Symbol veličiny: v
- Jednotka SI: metr za sekundu, značka jednotky: m·s−1
- Definiční výpočet obvodové rychlosti (v klidové soustavě středu dané kružnice)
  - okamžitá obvodová rychlost {\displaystyle v={\frac {\mathrm {d} s}{\mathrm {d} t}}} (první derivace dráhy podle času)
  - průměrná obvodová rychlost {\displaystyle v={\frac {s}{t}}}, kde s je změna dráhy, t je čas

## Vztah k úhlové rychlosti
V nerotující souřadné soustavě klidové vůči středu dané kružnice, je spojena s úhlovou rychlostí vektorovým vztahem:
{\displaystyle {\vec {v}}={\vec {\omega }}\times {\vec {r}}},
kde {\displaystyle {\vec {r}}} je poloměr zatáčky, resp. poloměr oskulační kružnice trajektorie v daném bodě.